# Lopik

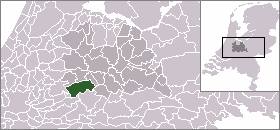
position i Utrecht

Lopik är en kommun i provinsen Utrecht i Nederländerna. Kommunens totala area är 78,92 km² (där 3,14 km² är vatten) och invånarantalet är på 13 972 invånare (2005).